# Arahal
Arahal település Spanyolországban, Sevilla tartományban. Arahal Alcalá de Guadaíra, Carmona, Paradas, Morón de la Frontera, Montellano, El Coronil, Utrera és Los Molares községekkel határos. Lakosainak száma 19 417 fő (2024).

## Népesség
A település népessége az elmúlt években az alábbi módon változott:
| Lakosok száma | 18 444 | 18 588 | 18 896 | 19 248 | 19 513 | 19 585 | 19 532 | 19 526 | 19 476 | 19 417 |
|               | 2001   | 2004   | 2007   | 2009   | 2012   | 2014   | 2017   | 2019   | 2022   | 2024   |